# Sixty Group
Die Sixty Group SpA ist ein italienisches Modeunternehmen, 1989 von Vittorio Hassan und Renato Rossi gegründet, mit Sitz in Chieti. Es kreiert, produziert und vertreibt Kleidungsstücke, Lederwaren, Schuhe, Accessoires und Parfüme für Damen und Herren unter mehreren bekannten Labels.
Das Design setzt auf Originalität und Qualität, in einer hohen Preiskategorie. Die Label sind in über 7000 Geschäften in 96 Ländern vertreten, davon derzeit 502 eigene Stores. Der nach Italien umsatzstärkste Markt ist Deutschland.
Das Design für acht der zehn Marken des Konzerns entwirft Vittorio Hassan laut Eigenaussage selbst. Das Kreativlabor hierfür befindet sich in einer Stadtvilla hinter der Piazza del Popolo in Rom.

## Geschichte
Es war in den 1980er Jahren, als Vittorio Hassan – auch Wichy Hassan – seinen ersten eigenen Laden eröffnete. Überall in der Welt kaufte er Kleidung ein, er nannte das Projekt "Energie".
Dann, 1989, begann Vittorio Hassan eigene Kleidung unter dem Label Energie zu entwerfen. Er arbeitete alte mexikanische Stoffe in die Naht von Hosen ein, was sich laut Hassan in Rom sofort zu einem Kult entwickelte. Somit wurde das Unternehmen Sixty Srl gegründet.
Bald darauf wurde der Firmensitz in die Abruzzen verlegt, dort hatten Freunde eine kleine Fabrik.
Vittorio Hassan übernahm den kreativen Teil, Renato Rossi den betriebswirtschaftlichen. Im Jahr 1995 ging das Unternehmen dann an die Börse und wurde somit in die Sixty SpA umfirmiert.
Da Hassan darauf bestand für jede Zielgruppe eine eigene Marke zu entwerfen, gehören mittlerweile zehn Label zum Konzern: Energie, Sixty, Miss Sixty, Murphy&Nye, Killah, RefrigiWear, K-Blost, Baracuta, Bandit du Mond und Richlu. Sieben Label kommen aus der Feder des Chefdesigners persönlich, RefrigiWear, K-Blost und Murphy&Nye wurden akquiriert.
Die Expansion in das Ausland begann Sixty SpA in Deutschland, der erste eigene ausländische Store befindet sich jedoch in den USA. In den wichtigsten ausländischen Märkten hat die Sixty Group Tochtergesellschaften gegründet. Heute ist es Hauptziel der Sixty Group ihr Geschäft in den USA und Osteuropa zu erweitern, während sie ihre Geschäfte in Europa abbauen muss. Die Asien-Expansion, welche 2005 mit der Eröffnung eines Stores in Südkorea begann, soll durch weiteres Wachstum in Singapur, Indonesien und Thailand sowie die Eröffnung eigener Geschäfte in Delhi und Mumbai fortgesetzt werden.